# Massimo Lugli
Massimo Lugli (Roma, 9 maggio 1955) è un giornalista e scrittore italiano, inviato speciale de la Repubblica per la cronaca nera e autore di romanzi gialli.

## Biografia
Nato a Roma nel 1955, lavora a Paese Sera per poi passare a la Repubblica. Si occupa di cronaca nera ed è un appassionato di arti marziali.
Inizia la carriera di scrittore con il saggio-reportage Roma maledetta. Cattivi, violenti e marginali metropolitani. I suoi romanzi, pubblicati dalla casa editrice Newton Compton, più volte ristampati e spesso trasferiti in ristampa alle collane di ampia tiratura o in ebook, sono portati ad esempio di libri ad alta diffusione. La Colorado Film ha acquistato i diritti per Il carezzevole e L'Adepto.

## Riconoscimenti
Con L'istinto del lupo nel 2009 si classifica terzo al Premio Strega e vince il Controstregati.

## Fatti e personaggi dei romanzi
Personaggio principale dei romanzi di Lugli è Marco Corvino, cronista di cronaca nera locale che lavora in una città non specificata per un quotidiano nazionale.
L'autore ha dichiarato che le trame dei propri romanzi sono ispirati alla sua memoria di cronista, sebbene i fatti riportati siano inventati.

## Opere
- Roma maledetta: cattivi, violenti e marginali metropolitani, Roma, Donzelli, 1998
- La legge di lupo solitario, Roma, Newton Compton, 2007
- L'istinto del lupo, Roma, Newton Compton, 2008
- Le indagini di Marco Corvino
  1. Il carezzevole, Milano, Newton Compton, 2010
  2. L'adepto, Roma, Newton Compton, 2011
  3. Il guardiano, Roma, Newton Compton, 2012
  4. Gioco perverso, Roma, Newton Compton, 2012
  5. Ossessione proibita, Roma, Newton Compton, 2013
  6. La strada dei delitti, Roma, Newton Compton, 2014[11]
  7. Il giallo del nano della stazione, Roma, Newton Compton, 2022

  - Crimini imperfetti (un unico volume che raccoglie i primi quattro libri della serie), Roma, Newton Compton, 2013
- La lama del rasoio, Roma, Newton Compton, 2013
- Stazione omicidi. Vittima numero 1, Roma; Newton Compton, 2016
- Stazione omicidi. Vittima numero 2, Roma; Newton Compton, 2016
- Stazione omicidi. Vittima numero 3, Roma; Newton Compton, 2016
- Il criminale, Roma; Newton Compton, 2017
- Lo chiamavano Gladiatore (con Andrea Frediani), Roma; Newton Compton, 2018
- Il Canaro della Magliana (con Antonio Del Greco), Roma; Newton Compton, 2018
- Quelli cattivi (con Antonio Del Greco), Roma; Newton Compton, 2019
- Il giallo Pasolini, Roma; Newton Compton, 2019
- Il giallo di via Poma (con Antonio Del Greco), Roma; Newton Compton, 2020
- Inferno capitale (con Antonio Del Greco), Roma; Newton Compton, 2020
- L'ultimo guerriero, Roma; Newton Compton, 2021
- Il baby killer della Banda della Magliana (con Antonio Del Greco), Roma; Newton Compton, 2021